# Európé (Agénór leánya)

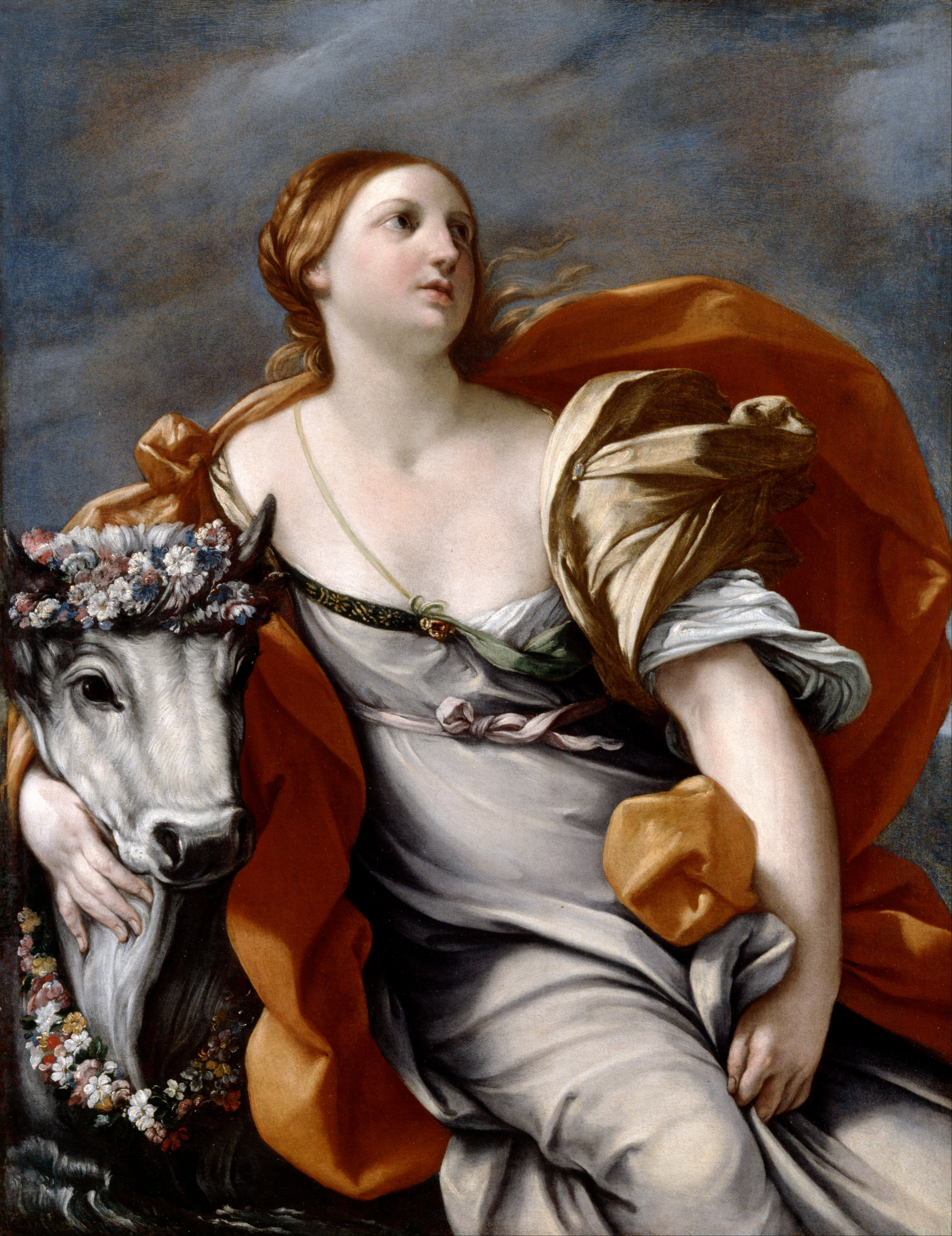
Guido Reni: Europé és a bika

A szépséges Európé (görög betűkkel: Ευρώπη) a görög mitológia szerint Agénór föníciai király és Télephassza leánya. Testvére Kadmosz. A szépséges hercegnőbe beleszeretett Zeusz. Európa földrész és az Europa hold névadója.

## Legendája
A görög főisten hófehér bika képében jelent meg Európé előtt, és rávette, hogy másszon fel a hátára, majd átúszott a föníciai királylánnyal Krétára és magáévá tette. Európé három gyermeket szült e nászból: Minószt, Rhadamanthüszt és Szarpédónt. Később Kréta királya, Asztérion feleségül vette, és mivel neki nem volt utóda, vállalta a három gyermek felnevelését.
Agénór nem hagyta annyiban leánya elrablását, így Európé keresésére küldte fiát, Kadmoszt, aki azonban egy delphoi jóslat nyomán inkább megalapította Thébai városát.
Zeusz Európénak adott három ajándékot, hogy megvédhesse magát: a bronzembert, Taloszt, hogy védje őt, a zsákmányát mindig utolérő kutyát, Lailapszot, és a mindig célba találó gerelyt.
Több legenda keletkezett a Bika csillagképről, az egyik szerint Zeusz e kaland emlékére később létrehozta a bika alakját az égen, megalkotva a csillagképet. A görög mítoszokban többször visszatérő bikamotívum utalás a krétai bikakultuszra és arra a történelmileg nem igazolható, de feltehető eseményre, hogy a görögök (akhájok) még a minószi civilizáció fénykorában találkoztak először a krétaiakkal. Ugyanez a következtetés vonható le Thészeusz történetéből is.